# Idontwannabeyouanymore
Idontwannabeyouanymore (Eigenschreibweise: idontwannabeyouanymore) ist ein im Juli 2017 veröffentlichtes Lied von Billie Eilish und eine Singleauskopplung ihres im August 2017 erschienenen Debüt-Minialbums Don’t Smile at Me. Autoren des Songs sind Billie Eilish und ihr älterer Bruder Finneas O’Connell, der auch für die Produktion verantwortlich war.

## Veröffentlichung
Idontwannabeyouanymore wurde am 21. Juli 2017 als Download veröffentlicht und ist die fünfte Singleauskopplung des Minialbums Don’t Smile at Me. 

## Kommerzieller Erfolg
Während sich der Song in den Billboard Hot 100 (erst eineinhalb Jahre nach Veröffentlichung im Januar 2019) nur auf Platz 96 platzieren konnte erreichte er im selben Monat in den ebenfalls vom US-Magazin Billboard herausgegebenen US Pop Digital Song Sales Platz 4. Grund für den späten Erfolg war eine Verwendung des Songs in einem Meme.

### Chartplatzierungen
| ChartsChartplatzierungen       | Höchstplatzierung | Wochen |
| ------------------------------ | ----------------- | ------ |
| Vereinigte Staaten (Billboard) | 96 (3 Wo.)        | 3      |
| Vereinigtes Königreich (OCC)   | 78 (3 Wo.)        | 3      |

### Auszeichnungen für Musikverkäufe
Neben dem Hauptmarkt USA mit zwei Millionen verkauften Einheiten konnte sich Idontwannabeyouanymore vor allem im Vereinigten Königreich (mit 600.000 Einheiten) und in Australien (mit 280.000 Einheiten) häufig verkaufen.
| Land/Region                  | Auszeichnungen für Musikverkäufe (Land/Region, Auszeichnung, Verkäufe) | Verkäufe  |
| ---------------------------- | ---------------------------------------------------------------------- | --------- |
| Australien (ARIA)            | 4× Platin                                                              | 280.000   |
| Brasilien (PMB)              | 3× Platin                                                              | 120.000   |
| Dänemark (IFPI)              | Platin                                                                 | 90.000    |
| Frankreich (SNEP)            | Platin                                                                 | 200.000   |
| Italien (FIMI)               | Gold                                                                   | 35.000    |
| Kanada (MC)                  | 5× Platin                                                              | 400.000   |
| Mexiko (AMPROFON)            | 5× Gold                                                                | 150.000   |
| Neuseeland (RMNZ)            | 3× Platin                                                              | 90.000    |
| Österreich (IFPI)            | Platin                                                                 | 30.000    |
| Polen (ZPAV)                 | Platin                                                                 | 20.000    |
| Portugal (AFP)               | Platin                                                                 | 10.000    |
| Schweiz (IFPI)               | Platin                                                                 | 20.000    |
| Spanien (Promusicae)         | Platin                                                                 | 60.000    |
| Vereinigte Staaten (RIAA)    | 2× Platin                                                              | 2.000.000 |
| Vereinigtes Königreich (BPI) | Platin                                                                 | 600.000   |
| Insgesamt                    | 2× Gold · 27× Platin ·                                                 | 4.105.000 |

Hauptartikel: Billie Eilish/Auszeichnungen für Musikverkäufe

## Musikvideo
Das Musikvideo zu Idontwannabeyouanymore erschien am 4. Januar 2018 und ist vertikal gefilmt. Das Video zeigt Billie Eilish in einem weißen und leeren Raum, die mit sich selbst in einem Spiegel redet und hierbei den im Liedtext beschriebenen Selbsthass vorträgt.

## Coverversionen
- 2018: Scott Bradlee’s Postmodern Jukebox und Catie Turner
- 2019: Lauren Riihimaki und Cimorelli